# Świdry (powiat łukowski)
Świdry – wieś w Polsce położona w województwie lubelskim, w powiecie łukowskim, w gminie Łuków. Leży na Równinie Łukowskiej, nad strugą Samicą w strefie podmiejskiej.
| SIMC    | Nazwa       | Rodzaj    |
| ------- | ----------- | --------- |
| 0680064 | Dąbrówka    | część wsi |
| 0680070 | Dwór        | część wsi |
| 0680087 | Jałowce     | część wsi |
| 0680093 | Kamionka    | część wsi |
| 0680101 | Namięty     | część wsi |
| 0680118 | Pieńki      | część wsi |
| 0680124 | Pod Dębiną  | część wsi |
| 0680147 | Podświderki | część wsi |
| 0680130 | Pod Wycinką | część wsi |

W latach 1975–1998 miejscowość była położona w województwie siedleckim.
Wieś stanowi sołectwo w gminie Łuków. Według Narodowego Spisu Powszechnego z roku 2011 wieś liczyła 756 mieszkańców.
We wsi znajduje się, w zespole z przedszkolem, Szkoła Podstawowa imienia Księdza Kardynała Stefana Wyszyńskiego.
W Świdrach 17 września 1906 r. urodził się Franciszek Benendo – lekarz ginekolog oraz działacz społeczny związany z Płońskiem (zm. 2001 r.).
Wierni Kościoła rzymskokatolickiego należą do parafii Podwyższenia Krzyża Świętego w Łukowie.